# En dag paa Hindsgavl Slot
En dag paa Hindsgavl Slot er en dansk dokumentarfilm fra 1946.

## Handling
Hindsgavl Slot ved Lillebælt er Foreningen Nordens ejendom. Her har foreningen i snart 25 år afholdt møder med deltagere fra de fem nordiske lande. Nationalbankdirektør C.V. Bramsnæs redegør for planerne for sommermøderne på Hindsgavl. Oberstløjtnant Helge Bruhn er stedets vært. De daglige morgenrutiner indbefatter arbejdet i køkkenhaven og køkkenet, landspostbudets ankomst med dagens post, vækning af gæsterne, avislæsning på terrassen og endelig morgensang, før dagens program. Inden frokost kan man nå et bad. Eftermiddagen er fri og kan bruges på for eksempel svenskundervisning i grupper. To af gæsterne tager på udflugt til Middelfart, hvor de blandt andet besøger Middelfart Museum og Middelfart Kirke. Der er også tid til et bondegårdsbesøg. Ruinerne af det gamle Hindsgavl er gravet frem på voldstedet på engen. Om aftenen er der underholdning i Havesalen: "Gluntarne" (svensk visesang - for baryton og bas) og oplæsning. Der hverves gerne nye medlemmer.